# Duane Latimer
Duane Latimer, né le 17 janvier 1963, est un cavalier canadien de reining.

## Carrière
Il est sacré champion du monde de reining individuel aux Jeux équestres mondiaux de 2006 à Aix-la-Chapelle ; il est également lors de ces Jeux médaillé d'argent par équipe.
Aux Jeux équestres mondiaux de 2010 à Lexington, il remporte la médaille de bronze en reining individuel.